# Félix Appenzeller
Charles Félix Appenzeller, né à Saint-Gall le 18 août 1892 et mort dans la même ville le 29 juin 1964, est un peintre et sculpteur suisse.

## Expositions
- Genève, Galerie Moos, 1917[2]
- Genève, Maison des Artistes, 1919 (exposition collective)[3]
- Genève, Musée Rath, XVe exposition nationale des Beaux-Arts, 1922 (exposition collective)[4],[5]
- Montreux, Salons du Kursaal, 1924[6] (exposition collective)
- Paris, Salon d'automne, 1928[7]
- Nidwaldner Museum, Karl Felix Appenzeller — Ausgewählte Werke aus der Sammlung der Frey-Näpflin-Stiftung, 2020-2021[8]